# بل (فلوریدا)
بل (به انگلیسی: Bell) شهرکی در شهرستان گیل‌کرایست ایالت فلوریدا است که در سال ۱۹۰۳ بنیان‌گذاری شده‌است. این شهرک طبق سرشماری سال ۲۰۱۰ میلادی، ۴۵۶ نفر جمعیت داشته و مساحت آن نیز ۴٫۲ کیلومتر مربع است.